# Torreana
Genre
Torreana est un genre d'opilions laniatores de la famille des Agoristenidae.

## Distribution
Les espèces de ce genre sont endémiques de Cuba.

## Liste des espèces
Selon World Catalogue of Opiliones (13/07/2021) :
- Torreana poeyi Avram, 1977
- Torreana spinata Avram, 1977

## Étymologie
Ce genre est nommé en l'honneur de Carlos de la Torre y la Huerta.

## Publication originale
- Avram, 1977 : « Recherches sur les Opilionides de Cuba. IV. Genres et espèces nouveaux d’Agoristeninae (Agoristenidae, Gonyleptomorphi). » Résultats des expéditions biospéologiques cubano-roumaines à Cuba, vol. 2, p. 137–143.